# (74229) 1998 SE18
(74229) 1998 SE18 – planetoida z pasa głównego asteroid okrążająca Słońce w ciągu 4,54 lat w średniej odległości 2,74 j.a. Odkryta 17 września 1998 roku.